# 聖里塔 (新墨西哥州)
聖里塔（英語：Santa Rita）是位於美國新墨西哥州格蘭特縣的鬼鎮。

## 歷史
聖里塔的郵局於1881年設立，其後於1973年停運。

## 地理
聖里塔所處的海拔為高於海平面1996米（即6550英呎），而該地所採用的時區為UTC-7，即北美山地时区（MST）。同時該地設有夏令時間，為UTC-7調快一小時，即UTC-6（MDT）。